# Michael Wittmann
Michael Wittmann   (Vogelthal, 22 d'abril de 1914 - Caen, 8 d'agost de 1944) va ser un SS-Hauptsturmführer alemany durant la Segona Guerra Mundial, essent el comandant de tancs de més èxit i més famós de la II Guerra Mundial. Les seves tripulacions (principalment el seu artiller, Balthasar "Bobby" Woll, també condecorat amb la Creu de Cavaller de la Creu de Ferro) van acreditar la destrucció de 138 tancs i 132 canons anti-tanc, a més d'incomptables vehicles blindats més. Juntament amb Johannes Bölter, Ernst Barkmann, Otto Carius i Kurt Knispel (el màxim as dels Panzer alemanys, amb 168 tancs destruïts confirmats), és considerat com un del grans comandants de tancs de la història.
És principalment famós per la seva emboscada d'elements del 4t County of London Yeomanry, 7a Divisió Blindada britànica durant la batalla de Villers-Bocage el 13 de juny de 1944. Mentre comandava un únic Panzerkampfwagen VI Tiger va destruir entre 10 i 15 tancs, 2 canons anti-tanc i 13 transports de personal en només 15 minuts.
Les circumstàncies entorn la mort de Wittmann han causat cert debat i discussió durant els anys però s'ha acceptat històricament que el soldat Joe Ekins, en un Sherman Firefly comandat pel Sergeant Gordon del 1r Northamptonshire Yeomanry va ser qui el va matar. No obstant això, darrerament s'ha suggerit que van ser membres del Regiment de Fusellers de Sherbrooke canadencs.

## Biografia
Michael Wittmann va néixer el 22 d'abril de 1914 a Vogelthal, a l'Alt Palatinat (Baviera), era el segon fill d'un granger local, Johann Wittmann. L'1 de febrer de 1934 s'afilia al Servei de Treball Voluntari, el FAD (que posteriorment esdevindria el RAD) on serveix durant 6 mesos. El 30 d'octubre de 1934 s'allista al 19è Regiment d'Infanteria del Heer, com a Gefreiter. Deixa el servei el 30 de setembre de 1936 com a Unteroffizier, allistant-se a les Allgemeine-SS. El 5 d'abril de 1937 és destinat al N.1 Sturm del 92è Standarte de l'elit Leibstandarte-SS Adolf Hitler, amb rang de SS-Mann (soldat ras). A finals de 1937, reb instrucció del Sd.Kfz.222 i del Sd.Kfz.232, demostrant ser un excel·lent conductor. El 1938 participa en l'ocupació d'Àustria i dels Sudets amb un vehicle blindat.

### Segona Guerra Mundial

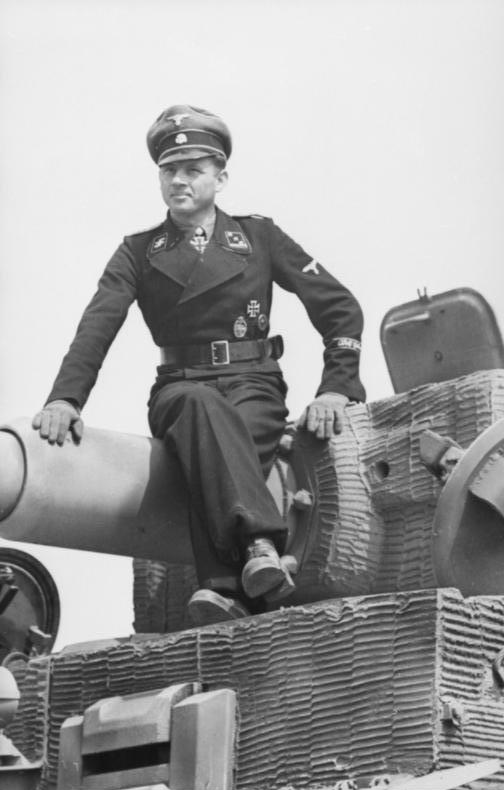
Wittmann assegut al canó del seu tanc Tiger I al nord de França, 1944.

El setembre de 1939, el SS-Unterscharführer Michael Wittmann comanda un Sd.Kfz.232 dels elements de reconeixement de la LSSAH i pren part en la campanya de Polònia, que serà la seva primera experiència de combat, A l'octubre de 1939, Wittmann va al 5è Panzerspähkompanie (la companyia de la Leibstandarte) estacionada a Berlín (Lichterfelde), que era una acadèmia de canons d'assalt. Després participa en la batalla de França com a comandant dels nous canons d'assalt autopropulsats, el Sturmgeschütz III Ausf. A. El motiu d'aquest trasllat és que Wittmann tenia un ranc inferior al d'oficial, però amb 3 anys de servei i d'experiència en un vehicle blindat. Al mateix temps, trava amistat amb Hannes Philipsen, Helmut Wendorff, Alfred Günther i d'altres membres d'aquesta unitat. El 6 d'abril de 1941 es llança l'operació Marita, la invasió de Grècia. La LSSAH capturaria Atenes i formaria la punta de llança, al costat de la 9a Divisió Panzer, que avançaria per Grècia. En només 3 setmanes de campanya, l'Alemanya Nazi havia conquerit Grècia. Wittman i la seva unitat van ser enviats a continuació a Txecoslovàquia per descansar.

### El Front Oriental
L'11 de juny de 1941, Wittmann i la LSSAH és transferit a l'est, en preparació per a la pròxima invasió de la Unió Soviètica (l'operació Barbarroja), que començaria el 22 de juny. A la LSSAH se li ordena avançar pel sud de Rússia. El 12 de juliol de 1941, Michael Wittmann rep la Creu de Ferro de 2a Classe per la destrucció de tancs soviètics. Algun temps després, és ferit en combat, però es queda amb la seva unitat i rep la Insígnia dels Ferits. El 8 de setembre de 1941 rep la Creu de Ferro de 1a Classe i la Insígnia de Combat de Tancs després d'un combat a la zona de Rostov (per la destrucció de 6 tancs soviètics en un simple combat). A més, Wittmann és promogut al ranc de SS-Oberscharführer.
Fins a juny de 1942, Wittmann lluita amb la seva unitat a la Unió Soviètica, però el 5 de juny de 1942, donat el seu extraordinari full de serveis, Wittmann és acceptat com a cadet d'oficial a la SS-Junkerschule de Bad Tölz (Baviera), i el 5 de setembre de 1942 abandonaria l'escola com a instructor de panzers. (SS-Panzerausbildungs und Ersatz-Abteilung).
El 21 de desembre de 1942, Wittmann és promogut al ranc de SS-Untersturmführer, i el 24 s'uneix a la 13a Kompanie of Leibstandarte SS Adolf Hitler. Michael Wittmann és posat al comandament de l'Escamot de Panzer III Ausf L/M de la Companyia Tiger. L'escamot és designat per protegir la línia de Tigers de la infanteria enemiga i d'altres obstacles. A inicis de la primavera de 1943, Wittmann ingressa a la companyia Tiger i deixa la seva secció de suport Panzer III. El 5 de juliol de 1943, Wittmann comença la seva carrera a bord d'un Tiger I durant l'Operació Zitadelle. La LSSAH és situada al sector sud de la protuberància. El primer dia d'acció, Wittmann destrueix dos canons anti-tancs i 13 T-34, mentre que protegeix la patrulla de Helmut Wendorff, que estava en problemes. El 7 i 8 de juliol, destrueix dos T-34, dos SU-122 i tres T-60/70. El dia 12, destrueix 8 tancs soviètics, 3 canons anti-tancs i una bateria de canons. Aquesta operació acaba el 17 de juliol de 1943, i inclou les batalles de Kharkov i Kursk, entre d'altres. Durant aquest temps, el Tiger de Wittmann destrueix 30 tancs soviètics. El 29 de juliol de 1943, la 13a companyia és destinada per ajudar la SS Panzer Abteilungen 101, que havia estat afegida a la LSSAH. Finalment, a l'agost de 1943 és enviada a Itàlia, per descansar i avituallar-se.
A la SS Panzer Abteilungen 101, Wittmann (Tiger 1331) serveix amb altres Asos: Franz Staudegger (Tiger 1325), Helmut Wendorff (Tiger 1321) i Jürgen Brandt (Tiger 1334). El comandament d'aquesta unitat està en mans del SS-Haupsturmfuhrer Heinz Kling (Tiger 1301). A l'octubre de 1943, el Tiger de Wittmann destrueix vint T-34, amb 23 canons d'infanteria i anti-tancs. Al desembre, pren part en nombrosos combats i destrueix un nombre important de tancs i canons soviètics.
El 13 de gener de 1944, Michael Wittmann rep la Creu de Cavaller de la Creu de Ferro pel seu extraordinari servei: "Entre juliol de 1943 i fins al gener de 1944 hauria destruït 56 blindats enemics, incloent T-34 i canons SP súper–pesats. El 8 i 9 de gener, ell i la seva patrulla aturen i destrueixen atacs d'una brigada de tancs soviètics, i en aquesta batalla destrueix vehicles. El 13 de gener, 19 T-34 i 3 canons SP súper–pesats. El seu marcador total està en 88 tancs i SP", diu l'anunci de la ràdio alemanya. El 16 de gener de 1944, el SS-Rottenfuhrer Balthasar (Bobby) Woll rep la seva Creu de Cavaller. Woll és un excel·lent artiller, capaç de disparar acuradament en moviment.

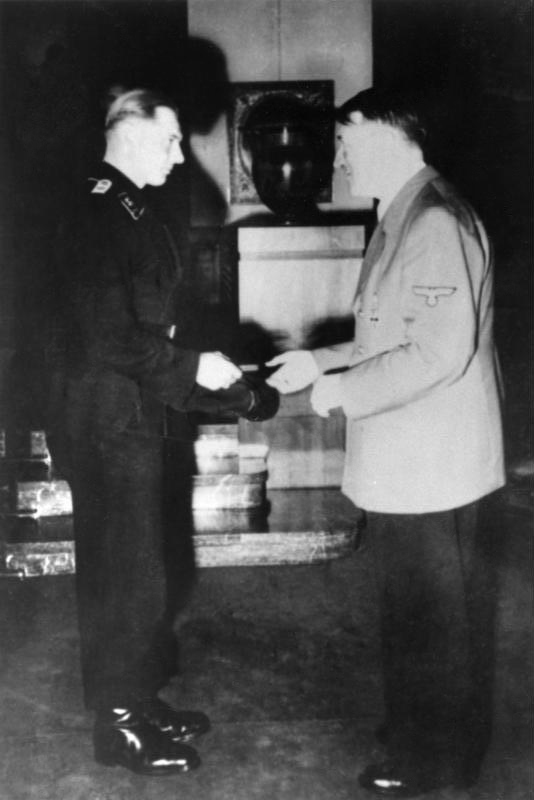
Wittmann rebent les Espases per la seva Creu de Ferro.

El 20 de gener, Wittmann és promogut al ranc de SS-Obersturmführer. Dues setmanes més tard, el 30 de gener de 1944, Wittmann rep el següent telegrama d'Adolf Hitler en persona: "En gratitud a les seves accions heroiques en la batalla del futur del nostre poble, el condecoro com el 380è soldat de la Wehrmacht Alemanya amb les Fulles de Roure de la Creu de Cavaller de la Creu de Ferro. Adolf Hitler". El 2 de febrer de 1944, Wittmann rep les Fulles de Roure per la seva Creu de Cavaller de mans del Führer al Führerhauptquartier Wolfsschanze, a Rastenburg (Prússia Oriental).
Amb motiu d'això, la SS-Büschel (Propaganda Kompanie - PK) fa una fotografia de la tripulació del tanc de Wittman. Els 88 anells blancs (dianes) són pintats per l'ocasió. El 28 de febrer de 1944, la unitat de Wittmann, sota el comandament del SS-Hauptsturmführer Heinz Kling, comptava amb 5 Cavallers de la Creu de Ferro: Wittmann, Woll, el SS-Untersturmführer Staudegger, el SS-Untersturmführer Wendorf i el mateix SS-Hauptsturmführer Kling, dels quals el SS-Obersturmführer Wittmann és l'únic que té les fulles de roure a la seva creu.

### El Front Occidental
En el període comprès del 29 de febrer al 2 de març de 1944, la major part de la companyia és transferida a Mons, a Bèlgica. Paral·lelament, Wittmann rep el comandament de la 2a Kompanie de Schwere SS-Panzer-Abteilung 101. Aquesta nova formava part del I SS-Panzerkorps, i no formava part de manera permanent de cap divisió o regiment. Després de deixar el Front Oriental, Michael Wittmann declara que els canons anti-tanc soviètics són més difícils i més preuats que els tancs. L'1 de març de 1944, Michael Wittmann es casa amb Hildegard Burmester, i el seu testimoni de casament és el seu artiller, Bobby Woll.
Paral·lelament, Wittmann esdevé un heroi nacional i és vist a tot arreu. La propaganda fa d'ell un heroi a tot el país. L'abril de 1944, visita la fàbrica Henschel und Sohn a Kassel i parla amb els treballadors per agrair-los el gran treball produint el Tiger I. Durant la visita descobreix la línia de producció del darrer Tiger I Ausf E. Al Maig de 1944, Wittmann torna al Schwere SS-Panzer-Abteilung 101, que estava estacionada a la zona de Lisieux, a Normandia. També en aquells moments, Bobby Woll rep el comandament d'un Tiger. Durant aquesta temporada, Wittmann és promogut al ranc de SS-Obersturmführer.

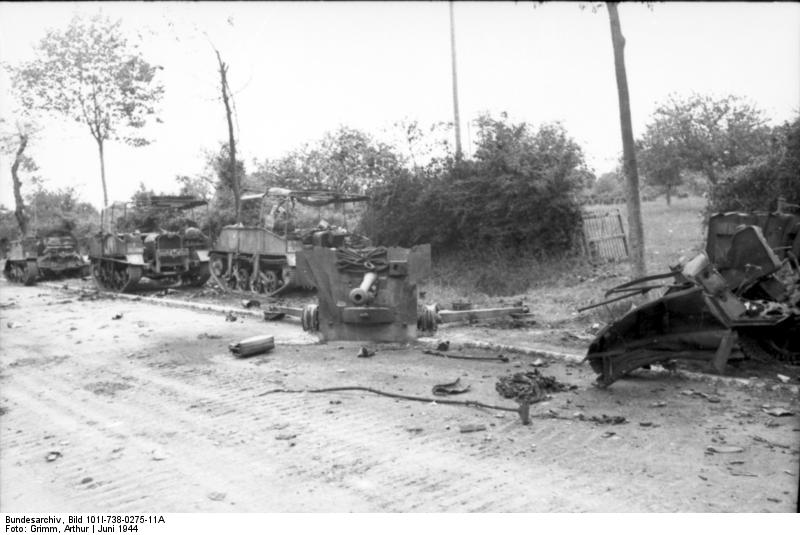
Vehicles britànics destruïts a Villers-Bocage

El sSSPzAbt 101 forma part de la reserva panzer, que inclou la 12a Divisió SS-Panzer Hitlerjugend i la Divisió Panzer Lehr. El comandament del sSSPzAbt 101és atorgat a Heinz von Westernhagen (Tiger 007), mentre que la 1a Companyia és comandada pel SS-Hauptsturmfuhrer Mobius. El 6 de juny de 1944, Wittmann rep el nou model de Tiger I (Tiger 205). Entre el 6 i el 12 de Juny, la sSSPzAbt 101 es mou cap al front de Normandia. Durant el seu trajecte, la 2a Companyia de Wittmann és reduïda a 6 Tigers pels atacs aeris aliats. La companyia de Wittmann, sols amb la Panzer Lehr i la 12a SS-Panzer Hitlerjugend formen part del Heeresgruppe sota el comandament d'Erwin Rommel. El 13 de juny, la batalla comença a la zona de Bayeux, mentre que la companyia de Wittmann està a prop del Villers-Bocage, al sud de Tilly-sur-Seulles (zona de Caen). El 13 de juny de 1944, la companyia de Wittmann destrueix completament el 4t County of London Yeomanry Regiment, que transitava per la carretera 175 cap a Villers-Bocage, al turó 213.

#### Batalla de Villers-Bocage
El 13 de juny de 1944, una setmana després del Dia D, arribant des de Beauvais sota continus atacs aeris, la 2a Companyia de sSSPzAbt 101 liderada per Michael Wittmann només compta amb 4 Tigers i Panzer IV sobre el Turó 213. Les seves ordres són aturar l'avanç de la 7a Divisió Blindada (les famoses "Rates del Desert") que avancen des de la ciutat, flanquejant la línia alemanya i avançant cap a Caen. Cap a les 8 del matí, la companyia de Wittmann veu una columna blindada britànica per una carretera a prop de Villers.
Wittmann espera fins que els vehicles estan a cent metres i llavors destrueix el primer i el darrer vehicle, impedint escapar la resta de la columna i comença a colpejar la sorpresa columna, peça a peça. En un combat d'uns escassos quinze minuts, la companyia de Wittmann destrueix 25 tancs Cromwell i Firefly, així com altres 28 vehicles (14 de mitja tracció i 14 transports de munició Bren) del 4t County of London Yeomanry Regiment (“Sharpshooters”) de la 22a Brigada Armada, abans de marxar intacte; dels quals Wittmann destrueix entre 10 i 11 tancs, 2 canons anti-tanc i 13 transports de personal.
Mentrestant, els altres 3 tancs de la companyia disparen des del Turó 213 en suport i 8 més de la 1a Companyia van cap al Bocage per colpejar un altre esquadró de tancs britànics. A la lluita de carrer que segueix, el Tiger de Wittmann rep un projectil d'un canó de 6 lliures que li destrueix la tracció, forçant la tripulació a fugir a peu, i dos Tigers més són destruïts pels projectils d'infanteria PIAT. Però al vespre, Villers-Bocage és en mans alemanyes, i els britànics han perdut 25 tancs, 14 vehicles de mitja tracció, 14 transports Bren i centenars d'homes. Les pèrdues del Batalló 501 són de 6 dels seus preciosos Tigers per prendre el poble, però els atacants britànics seran molt més cauts al seu avanç. L'avanç britànic per Villers-Bocage i Caen s'ha aturat en sec per l'atac de Wittmann.

### Mort
El 22 de juliol, després del seu èxit a Villers-Bocage, Wittmann és promogut a SS-Haupsturmfuhrer rebent les espases per a la seva Creu de Cavaller amb Fulles de Roure, després de ser recomanat personalment pel comandant de la LSSAH, el SS-Obergruppenfuhrer und Panzergeneral der Waffen-SS Josef “Stepp” Dietrich; i la seva història apareix al Das schwarze Korps (la revista de les Forces Panzer). El 25 de juny de 1944, de nou Hitler en persona condecora Wittmann, que esdevingria l'as dels tancs més condecorat de la 2a Guerra Mundial. Hitler li ofereix fer d'instructor en una acadèmia, però ho refusa i torna a Normandia el 6 de juliol per a participar en la batalla de Caen (3-10 de juliol).
Durant el juliol de 1944, Wittmann lluita als voltants de Caen fins a l'agost. Al mateix temps, rep un nou Tiger (007). Als inicis d'agost, Wittmann i el sSSPzAbt 101 són transferits a la zona de Cintheaux. També en aquest moment, els alemanys intenten reconquerir Caen. El 8 d'agost de 1944 comença una nova lluita a Cintheaux: serà la darrera batalla de Wittmann. Mentre preina part en un contraatac ordenat per Panzermeyer per reconquerir el Turó 122, prop de la ciutat de St. Aignan de Cramesnil (la ciutat havia estat capturada hores abans per les forces anglo-canadenques durant l'operació Totalitzar. Wittmann havia decidit participar en l'atac perquè el comandant de companyia que se suposava que havia de dirigir l'atac era massa inexpert.
7 Tigers de la 3a Companyia i de la Companyia del Quarter General del Schwere SS-Panzer-Abteilung 101, recolzats per diversos Panzer IV i Stug IV van ser emboscats per tancs de l'Esquadró A del 1r Northamptonshire Yeomanry, la 33a Brigada Blindada, l'Esquadró A, el Regiment Sherbrooke Fuisilier, la 2a Brigada Blindada Canadenca i l'Esquadró B, l'11è Reial Cos Blindat, 33a Brigada Blindada. A les 12:47 (segons explica el SS-Hauptscharführer Höflinger – Tiger 213, situat a la dreta de Wittmann), el Tiger de Wittmann és destruït i tota la seva tripulació resulta morta en un camp a prop de la carretera Caen–Cintheaux, a Gaumesnil pels projectils disparats des d'un Sherman Firefly del '3 Troop', Esquadró A, 1r Northamptonshire Yeomanry (comandant - Sergent Gordon; artiller - Soldat Joe Ekins). Després de la lluita, les restes de Wittmann i la seva tripulació són enterrades al costat del seu Tiger, sense cap marca.
Sembla que els projectils van penetrar el blindatge superior del tanc i van encendre la mateixa munició del Tiger, causant un incendi que engolí el tanc. La força de l'explosió separà la torreta del cos del tanc, que caigué al costat. Wittmann no sabia que els britànics tenien projectils Firefly a la zona i se sentia segur, d'altra manera hagués fet una aproximació diferent. Després que Wittmann no tornés de la batalla, la seva recerca a càrrec dels membres de la 12a Divisió SS-Panzer s'estengué durant el dia i la nit del 8 al 9 d'agost.
Irònicament, entre els Aliats ningú no va saber que Wittmann havia mort llavors fins anys després. A més, cap aliat era conscient de la gran fama que a Alemanya gaudí Wittmann durant la guerra 
El 8 d'agost de 1944, la tripulació del Tiger 007 de la 2a Companyia del SS-Panzer Abteilungen 101 de la LSSAH era: 
- SS-Sturmmann Rudolf “Rudi” Hirschel (operador de ràdio) 3/1/24 – 8/8/44 (20 anys),
- SS-Unterscharführer Henrich Reimers (conductor) 11/5/24 – 8/8/44 (20 anys),
- SS-Unterscharführer Karl Wagner (observador) 31/5/20 – 8/8/44 (24 anys),
- SS-Sturmmann Günther Weber (artiller) 21/12/24 – 8/8/44 (20 anys),
- SS-Haupsturmfuhrer Michael Wittmann (comandant) 22/4/14 – 8/8/44 (30 anys).

### Enterrament

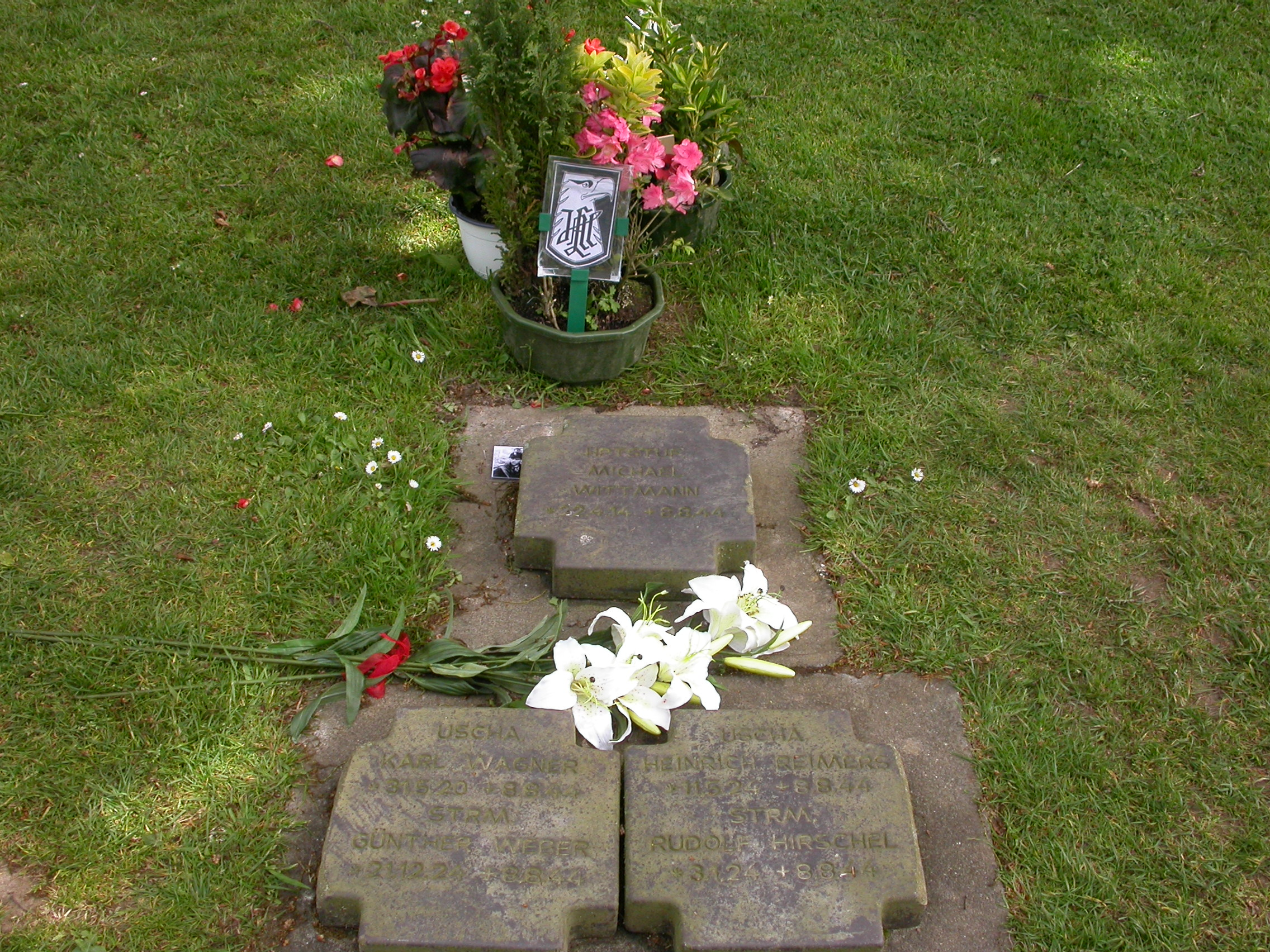
Tomba de Michael Wittmann amb la tripulació del Tiger 007, al Cementiri de La Cambe, França.

Si bé Michael Wittmann i la seva tripulació van ser enterrats en una tomba sense marques, al març de 1983 es trobaren les seves despulles de forma casual. Es van aconseguir identificar les de Wittmann (per les plaques dentals) i les de Heinrich Reimers (per la placa d'identificació). Van ser oficialment enterrats al Cementiri Militar Alemany de “La Cambe” a Normandia.
El SS-Haupsturmfuhrer Michael Wittmann va ser l'as dels panzer de més èxit de la 2a Guerra Mundial. Els seus amics deien que era un home tranquil fins i tot al combat, i que tenia un sisè sentit per saber on i com atacar l'enemic. Wittmann comandà excel·lents tripulacions, capaces de cooperar completament i anticipar-se a les seves ordres.
Wittmann va ser altament admirat pels seus companys, i gaudí de l'estima dels seus superiors. Michael Wittmann representa un heroi real que lluità pel triomf de la seva pàtria. La valentia personal de Wittmann és inqüestionable i té merescut el seu lloc als annals de la història militar de tots els temps.

## Dades de Servei i Condecoracions

### Dates de promoció
SS-Mann: 1 d'abril de 1937
 SS-Sturmmann: 11 de novembre de 1937
 SS-Unterscharführer: 20 d'abril de 1939
 SS-Oberscharführer: 9 de novembre de 1941
 SS-Untersturmführer: 21 de desembre de 1942
 SS-Obersturmführer: 30 de gener de 1944
 SS-Hauptsturmführer: 21 de juny de 1944

### Condecoracions
Creu de Cavaller de la Creu de Ferro amb Fulles de Roure i Espases:
 Creu de Cavaller de la Creu de Ferro (1944)
 Fulles de Roure (1944)
 Espases (1944)
 Creu de Ferro de 1a classe
 Creu de Ferro de 2a classe (1941)
 Insígnia de Ferit en negre (1941)
 Insígnia de Combat de Tancs (1941)
 Medalla de la Campanya d'Hivern a l'Est 1941/42 (1942)
 Medalla de l'Anschluss (1938)
 Medalla dels Sudets (1938)
 Medalla del Llarg Servei a les SS
 Creu de 2a classe del Soldat de l'Orde de Valentia (Bulgària) (1941)
Anell de la Calavera de les SS
1 menció al Wehrmachtbericht (13 de gener de 1944)